# Lindsey McKeon
Lindsey Johnson McKeon (ur. 11 marca 1982 w Summit) amerykańska aktorka, która wystąpiła m.in. w filmie Co cię nie zabije i serialach Nie z tego świata, Pogoda na miłość, Guiding Light.

## Filmografia

### Filmy
| Rok  | Tytuł                   | Rola             | Uwagi    |
| ---- | ----------------------- | ---------------- | -------- |
| 2003 | Shredder                | Kimberly Van Arx |          |
| 2005 | Chastity                | Chastity         |          |
| 2008 | Co cię nie zabije       | Nicole           |          |
| 2009 | The Jailhouse           | Maddy            |          |
| 2009 | Zapomniany ląd          | Lindsey Stevens  | film DVD |
| 2010 | Repo                    | Dominique        |          |
| 2014 | Indigenous              | Steph            |          |
| 2014 | Guardian Angel          | Darlene Simmons  |          |
| 2014 | Flock of Dudes          | Deb              |          |
| 2018 | Women and Sometimes Men | Ali              |          |

### Telewizja
| Rok                    | Tytuł                       | Rola           | Uwagi                   |
| ---------------------- | --------------------------- | -------------- | ----------------------- |
| 1995, 1998             | Chłopiec poznaje świat      | Libby Harper   | 2 odc.                  |
| 1996–2000              | Byle do dzwonka: Nowa klasa | Katie Peterson | w gł. obsadzie, 78 odc. |
| 2000                   | Ich trzech i dziewczyny     | Stella         | w gł. obsadzie, 8 odc.  |
| 2001–2002              | Odlotowa małolata           | Crystal        | 2 odc.                  |
| 2001–2004              | Guiding Light               | Marah Lewis    | w gł. obsadzie          |
| 2005, 2010             | Pogoda na miłość            | Taylor James   | 8 odc.                  |
| 2006, 2009, 2010, 2014 | Nie z tego świata           | Tessa          | 4 odc.                  |
| 2006–2007              | Weronika Mars               | Trish          | 2 odc.                  |
| 2008                   | IQ-145                      | Beth Brody     | 10 odc.                 |

Wystąpiła też w wielu pojedynczych odcinkach seriali, m.in. Dr House, Agenci NCIS i CSI: Kryminalne zagadki Miami.